# Aristóteles e Dante Descobrem os Segredos do Universo
Aristóteles e Dante Descobrem os Segredos do Universo (em inglês: Aristotle and Dante Discover the Secrets of the Universe) é um livro de ficção adolescente do escritor americano Benjamin Alire Sáenz que foi publicado pela primeira vez 21 de fevereiro de 2012. Situado em El Paso, Texas, em 1987, o romance segue dois adolescentes mexicanos-americanos, Aristóteles "Ari" Mendoza e Dante Quintana, sua amizade e suas seus conflitos com suas identidades racial e étnica, sexualidade e relações familiares. Desde a sua publicação, o romance recebeu aclamação da crítica generalizada e numerosos elogios. Uma sequência intitulada Aristóteles e Dante Mergulham nas Águas do Mundo (tradução livre. No original, em inglês: Aristotle and Dante Dive into the Waters of the World) foi anunciada em fevereiro de 2021. Uma adaptação cinematográfica, escrita e dirigida por Aitch Alberto, estreou em 9 de setembro de 2022.

## Enredo
O livro é dividido em seis seções. Narrado por Aristóteles, o livro mostra os processos de descoberta dos dois adolescentes, enquanto eles passam pelos fenômenos da puberdade.

### As diferentes regras do verão
Epígrafo: "O problema da minha vida é que ela foi ideia de outra pessoa." 
Aristóteles "Ari" Mendoza, de quinze anos, não tem planos para o verão de 1987. Ele está entediado, sozinho e sem amigos. Ari mora com sua mãe e seu pai; suas duas irmãs mais velhas cresceram e se mudaram e seu irmão mais velho está na prisão. Todos na família de Ari se recusam a falar sobre seu irmão e se comportam como se ele estivesse morto. O pai de Ari serviu na Guerra do Vietnã, mas também se recusa a falar sobre suas experiências na batalha.
Uma tarde, Ari vai à piscina local, onde um menino chamado Dante Quintana se oferece para ensiná-lo a nadar. Os meninos se unem por causa de seus nomes clássicos e eventualmente se tornam inseparáveis. Dante ensina literatura e poesia a Ari, enquanto Ari é fascinado pela habilidade e sinceridade de Dante para nadar. Aristóteles fica surpreso com o afeto demonstrado pela família de Dante, porque se sente muito distante de seus próprios pais. Aristóteles vai com Dante e seus pais para o deserto para que eles possam olhar as estrelas, onde Dante proclama "Um dia, vou descobrir todos os segredos do universo." Uma tarde, os meninos vêem algumas crianças atirando em pássaros com uma espingarda de chumbo. Dante e Ari os confrontam, tiram a arma e enterram o pardal que as crianças atiraram.

### Pardais caindo do céu
Epígrafo: “Quando eu era menino, costumava acordar pensando que o mundo estava acabando”. 
Na manhã seguinte ao enterro do pardal, Ari acorda com uma terrível gripe. Ele teve um pesadelo de que estava na chuva procurando por Dante e seu próprio pai. Ele também sonha em que seu irmão preso, Bernardo, está do outro lado de um grande rio enquanto Ari o chama para voltar. O pai e a mãe de Ari cuidam do filho e recupera a saúde, mas seus pesadelos persistem.
Dante desenha Ari enquanto ele se recupera nos próximos dias, mas Dante se recusa a mostrar seu caderno de desenho.
Quando Ari se sente melhor, Dante diz a Ari que ele e sua família estão se mudando para Chicago no próximo ano letivo, porque seu pai recebeu uma oferta de professor temporário na Universidade de Chicago. No mesmo dia em que Dante anuncia sua mudança, os dois meninos veem um pássaro ferido caído na estrada. Enquanto Dante vai para a estrada para verificar o pássaro, um carro vira uma esquina. Ari pula na frente do carro, empurra Dante para fora do caminho e é atropelado. Enquanto Dante sai quase ileso, Ari está gravemente ferido.

### O fim do verão
Epígrafo: “Você se lembra do verão de chuvas.... Você deve deixar cair tudo o que quer cair. " - Karen Fiser 
Ari acorda no hospital e descobre que ambas as pernas e o braço esquerdo estão engessados. Dante sofre apenas ferimentos leves e é dominado pela culpa. Ari faz o amigo jurar que não vai falar do acidente, agradecer ou chorar. Ari fica zangado quando Dante chora, porque acredita que ele deveria chorar. Após o acidente, os Quintanas e os Mendozas se aproximam. As mães dos dois meninos conversam com mais frequência e trocam ideias sobre os filhos. A mãe de Dante o envia a um terapeuta para falar sobre o incidente.
Dante visita Ari no hospital. Ele traz dois romances, Guerra e Paz e As Vinhas da Ira. Ele também dá a Ari seu caderno de esboços, a primeira vez que ele mostra o livro a alguém. Ari fica enojado com o gesto, acreditando que Dante lhe deu o livro porque ele sente que deve a Ari por ter salvado sua vida. Ele se recusa a olhar para ele.
Após o incidente, a mãe de Ari sugere que ele também consulte um terapeuta. Ari fica bravo e insiste que ele irá consultar um terapeuta quando ela começar a falar sobre seu irmão. O pai de Ari também o visita no hospital todas as noites, e os dois leem juntos em silêncio. Quando Ari pode voltar para casa, ele e o pai continuam a ler juntos. Ari acredita que sua leitura silenciosa é sua própria maneira de falar.
Três semanas após o acidente, o pai de Ari se oferece para comprar um carro para ele em seu próximo aniversário. Ari pede uma velha caminhonete. Gradualmente, Ari se cura e consegue se banhar e escrever novamente. A melhora o deixa mais feliz, mas ele ainda se sente sufocado em sua própria casa e teme o início do ano letivo com a ausência de Dante.
Antes de partir para Chicago, Dante diz a Ari que as duas coisas que ele mais ama no mundo são natação e Ari. No entanto, Ari diz que ele não deve dizer-lhe essas coisas, mesmo que sejam verdade. Os dois meninos prometem um ao outro que ainda serão amigos quando Dante voltar no verão.

### Cartas em uma página
Epígrafo: "Existem algumas palavras que nunca aprenderei a soletrar." 
Quando as aulas recomeçam, Ari reluta em contar a seus colegas sobre o acidente. Duas meninas de sua classe, Gina Navarro e Susie Byrd, o perseguem para obter respostas.
Enquanto isso, o pai de Ari lhe dá uma caminhonete Chevy 1957. Ele decide que, quando seus gessos forem retirados, o primeiro lugar para onde irá dirigir será para o deserto, onde poderá olhar as estrelas. Ari também se apaixona por Illeana, uma garota de sua escola. Ele começa a querer beijá-la.
Dante envia várias cartas a Ari. Neles, ele fala sobre como vai a festas, experimenta maconha, bebe álcool e beija garotas. Ele também fala sobre uma visita ao Art Institute of Chicago, onde vê uma de suas pinturas favoritas, Nighthawks de Edward Hopper. Em suas cartas posteriores, Dante confessa que prefere beijar meninos do que meninas. No dia em que Ari tira o gesso, ele dá um passeio pela casa de Dante. Ele encontra um cachorro vadio, que leva para casa e chama de "Perninha".
A vida de Ari sem Dante gira em torno de aprender a dirigir, levantar peso, correr com a Perninha, tentar encontrar informações sobre seu irmão na biblioteca, discutir com Gina e Susie, tentar encontrar Ileana na escola, ler as cartas de Dante, ter pesadelos, e trabalhando em um emprego de meio período em uma lanchonete chamada The Charcoaler. Ele escreve essa lista em seu diário.
Nas férias de Natal, Ari encontra em sua casa um envelope com a inscrição "Bernardo". Ari sabe que o envelope contém tudo o que ele deseja saber sobre seu irmão, mas tem medo de abri-lo. Na virada, Susie e Gina convidam Ari para uma festa onde Ileana lhe dá o primeiro beijo. Nas semanas seguintes, porém, Ileana diz a Ari que não quer sair com ele porque já tem um namorado que faz parte de uma gangue. Na segunda-feira seguinte, Ari descobre que Ileana largou a escola porque se casou depois de engravidar.
Em sua próxima carta, Dante revela que tem medo de que seus pais fiquem desapontados com ele se descobrirem que ele quer beijar meninos.
No último dia de aula, Ari pede a Gina e Susie que o levem de carro ao deserto para que ele se embriague.

### Lembre-se da chuva
Epígrafo: "virando as páginas pacientemente em busca de significados" - WS Merwin 
O verão recomeça e Ari passa a trabalhar em tempo integral na Charcoaler. Dante retorna de Chicago, e os dois garotos levam a caminhonete de Ari para o deserto. Dante revela que sua mãe está grávida. Ele espera que o novo bebê seja um menino, para que o menino possa se casar com uma mulher e ter filhos. Embora Ari não tenha nenhum problema com a sexualidade de Dante e fique com ele, ele deixa claro que não quer que Dante tente beijá-lo também.
Uma noite, Dante convence Ari a beijá-lo, dizendo que é uma experiência, pois ele nunca beijou outro menino e quer saber se ele sente alguma coisa ao beijar Ari. Embora relutante, Ari concorda e Dante o beija com Ari brevemente beijando-o de volta. Depois disso, Ari afirma não ter sentido nada enquanto Dante está chateado ao sentir algo com o beijo, parecendo confirmar que Dante tem sentimentos por Ari. Após esse evento, fica cada vez mais claro que Dante está apaixonado por Ari, que parece não retribuir os sentimentos de Dante por ele.
A mãe de Ari vai a Tucson para visitar sua tia Ophelia, deixando Ari e seu pai sozinhos por alguns dias. Gina e Susie param na drogaria onde Dante trabalha, onde ele conta como Ari salvou sua vida. Ari fica furioso porque Dante quebrou a regra de não falar sobre o acidente.
Dante traz dois baseados na próxima vez que ele e Ari dirigem para o deserto, e os dois ficam chapados. Dante diz a Ari que gosta de um menino com quem trabalha chamado Daniel. Começa a chover enquanto eles estão no caminhão. Os dois meninos tiram a roupa e correm nus na chuva.
Na manhã seguinte, o pai de Ari anuncia que tia Ophelia teve um derrame fatal. Os dois dirigem para Tucson. Ari se lembra de ter ficado com sua tia por vários meses quando ele era mais jovem. Ele pergunta ao pai por que foi deixado para morar com a tia, e o pai lhe conta que durante o julgamento de Bernardo, a mãe de Ari teve um colapso mental. Ari teve que ser mandado embora para que sua tia Ophelia pudesse cuidar dele.
No funeral, Ari percebe que nenhum membro de sua família está lá. Ele é informado de que eles desaprovavam que tia Ophelia tivesse vivido com outra mulher por muitos anos. Os próprios pais de Ari estão com raiva porque ela se afastou do resto da família por causa de sua orientação sexual.
Depois do funeral, a mãe de Ari se oferece para finalmente contar a ele tudo sobre Bernardo.

### Todos os segredos do universo
Epígrafo: “Durante toda a juventude procurei você sem saber o que procurava”. - WS Merwin 
A mãe de Ari explica que Bernardo foi preso por homicídio. Quando ele tinha quinze anos, ele contratou uma prostituta na rua. A prostituta era transgênero, que um furioso Bernardo matou com as próprias mãos. Ele está na prisão perpétua.
Quando Ari volta para casa, o Sr. Quintana diz a ele que Dante está no hospital. Ele foi atacado por vários jovens que o viram beijando Daniel em um beco.
Ari vai até o trabalho de Dante e confronta Daniel, descobrindo os nomes de dois dos homens que atacaram Dante. Ari visita um deles, Julian, na oficina onde trabalha e começa uma briga com ele.
Ari quase acaba em apuros pelo que aconteceu, mas seu pai o apoia quando ele explica e Ari se embravece ao saber que vai ter que pagar as contas do hospital de Julian. Sua mãe, que temia que Ari acabasse como seu irmão, parece entender algo de que Ari sente falta depois que ele explica como bateu em Julian por causa de sua raiva por ele ter atacado Dante por ter beijado outro menino.
Após o ataque, Quintana pergunta se Ari sabe por que Dante foi atacado. Ari diz a ele que Dante é gay e estava beijando outro garoto. Ele também explica que Dante não contou a seus pais por medo de suas reações, mas o Sr. Quintana junto com sua esposa apoiam seu filho. O Sr. Quintana admite que adivinhou a verdade por causa da maneira como Dante olha para Ari, enquanto a Sra. Quintana diz a Ari que acha que Dante está apaixonado por ele. Ari admite que é verdade, mas acredita que Dante mudou para Daniel. Sra. Quintana compartilha sua crença de que Daniel é apenas um substituto de Ari.
Quando Dante chega em casa do hospital, Daniel começa a visitá-lo em sua casa. Isso irrita Ari porque Daniel fugiu enquanto Dante estava sendo espancado. Dante admite para Ari que quando beija Daniel, ele imagina que é Ari, mas Ari apenas diz a Dante que precisa de uma nova cabeça. Dante fica chateado com a reação de Ari a Dante, mas admitindo seu amor por ele.
A mãe de Ari acaba convocando uma reunião de família onde ela faz o pai de Ari finalmente contar a ele sobre um incidente na Guerra do Vietnã que o assombra. O pai de Ari diz a ele que é hora de os dois pararem de correr, dizendo que Dante ama Ari. Ari está ciente disso, mas acha que Dante superou. O pai de Ari explica que do que Ari está fugindo, o que o matará se ele continuar fugindo, é que Ari também ama Dante. Quando Ari nega, seu pai diz a Ari que seus instintos em salvar a vida de Dante enquanto arriscava a sua própria e se vingava de Julian apontam para Ari amar Dante mais do que ele pode suportar. Após a explicação do pai, Ari finalmente aceita e desiste, com vergonha de amar outro menino. No entanto, seus pais o apoiam e sua mãe usa sua tia Ophelia como exemplo. O pai de Ari lembra Ari de como quando as coisas ficaram difíceis quando Julian e seus amigos o atacaram, Dante não fugiu. Naquele momento, Ari e seu pai finalmente se entendem.
Naquela noite, Ari, Dante e seus pais vão jogar boliche juntos. Tendo aceitado que ama Dante, Ari agora está muito mais feliz, especialmente quando Dante revela que percebeu que Ari estava certo sobre Daniel. Depois do boliche, Dante e Ari vão para o deserto, onde Dante diz a Ari que eles não podem mais ser amigos porque é muito difícil para ele quando Dante o ama e Ari não o ama de volta. Em vez de fugir de seus sentimentos, Ari lembra Dante de seu beijo e como ele disse que não funcionou para ele antes de finalmente admitir que mentiu sobre isso. Ari pede a Dante para beijá-lo novamente, mas Dante se recusa, desafiando Ari a beijá-lo. Sem hesitar, Ari beija Dante, aceitando totalmente seu amor por ele.
Após o beijo, Dante e Ari relaxam na carroceria da caminhonete de Ari. Ari reflete que esteve procurando os segredos do universo e seu próprio corpo e coração quando as respostas estavam com ele o tempo todo na forma de seu amor por Dante. Ari agora sabe que esteve apaixonado por Dante desde o momento em que se conheceram, mas não se permitiu saber, pensar ou sentir isso. Agora livre de seus medos, Ari fica se perguntando: "Como eu poderia ter vergonha de amar Dante Quintana?"

## Temas
Vários temas aparecem com destaque em Aristóteles e Dante Descobrem os Segredos do Universo. Isso inclui identidade mexicano-americana, gênero e sexualidade, papéis de gênero masculino específicos e homossexualidade, intelectualismo e expressão artística, bem como relações familiares e amizade.

## Recepção crítica
O livro tem sido um sucesso de crítica, com críticas positivas da Kirkus Reviews, School Library Journal, The Horn Book Magazine e Voice of Youth Advocates (VOYA).
Uma crítica da Publishers Weekly chamando-o de "uma exploração terna e honesta da identidade e da sexualidade e um lembrete apaixonado de que o amor - seja romântico ou familiar - deve ser aberto, livre e sem vergonha".
O livro também foi recebido positivamente pelos leitores; em maio de 2016, mais de quatro anos após sua publicação, ficou em primeiro lugar em uma lista de ficção LGBT popular no Goodreads.
Em entrevista à NPR, o próprio Sáenz observou que “Nunca tive um livro com esse tipo de resposta, nunca” e observa que “[Ari] tem muito medo de amar [Dante]. E Dante não tem esse medo. "
O livro recebeu as seguintes honrarias:
- Finalista do Prêmio Amelia Elizabeth Walden (2013) [15]
- Vencedor do Prêmio Literário Lambda para Crianças / Jovens Adultos LGBT (2013) [16]
- Prêmio Stonewall Book de Ficção LGBT (2013) [17]
- Medalha narrativa de Pura Belpré para ficção latina (2013) [18]
- Michael L. Printz Award homenagem para ficção jovem adulto (2013) [19]
- Escolha dos dez primeiros lugares da American Library Association (ALA) para jovens adultos[20]
- ALA Rainbow List (2013) [21]
- American Library Services for Children (ALSA) Notable Children's Books (2013) [22]
- Melhor livro infantil pela School Library Journal  (2012) [11]
- Melhor Livro para Adolescentes pela Kirkus Review (2012) [11]
- Seleção do Junior Library Guild[11]

## Adaptações e sequências
Uma versão em audiolivro do romance foi lançada em 2013. Lido por Lin-Manuel Miranda, tem um tempo total de execução de sete horas e vinte e nove minutos.
Sáenz anunciou em 2016 que haveria uma sequência intitulada There Will Be Other Summers. Em 2020, Sáenz tweetou que havia terminado a sequência, mas mudado o título. Em fevereiro de 2021, foi anunciado que a sequência seria publicada por Simon e Schuster com o título Aristóteles e Dante Mergulhem nas Águas do Mundo. O lançamento está previsto para 12 de outubro de 2021.